# Monsieur Periné

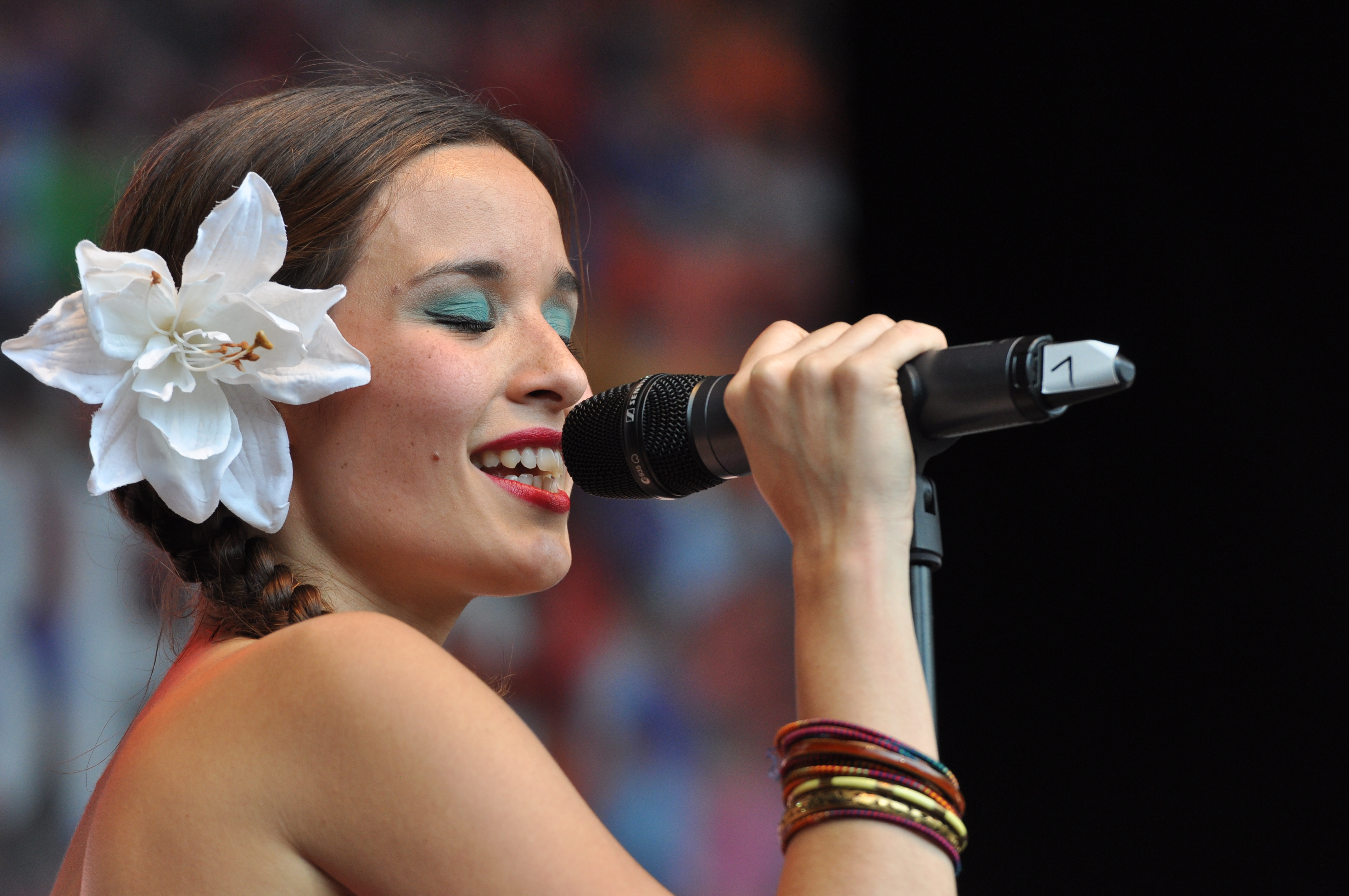
La vocalista Catalina Garcia

Monsieur Periné és un grup musical de Colòmbia amb seu a Bogotà amb un so afrocolombià que barreja sabors llatins i europeus. La cantant principal Catalina García canta a una barreja de castellà, francès, anglès i portuguès. Els altres membres són Santiago Prieto, que toca el xarango, el violí i la guitarra; Eva Peroni al baix; Jairo Alfonso als vents (principalment saxo i clarinet); Abstin Caviedes al trombó i el fliscorn; Miguel Guerra a la percussió; i Darwin Paez a la bateria. El seu estil barreja elements de cumbia, tango, danzón, bolero i música pop, segons el San Diego Union Tribune. Als Premis Grammy Llatins, el conjunt va ser nomenat millor artista novell del 2015. El seu àlbum debut el 2012 va guanyar el premi nacional d'àlbum d'or de Colòmbia. El grup es va formar l'any 2008.

## Història

### Origen
Catalina García, natural de Cali, Colòmbia, va estudiar a l'escola internacional francesa Lycée Français Paul Valéry de Cali. Més tard es va traslladar amb els seus pares als Estats Units durant dos anys abans de tornar a Colòmbia. Als divuit anys, García es va traslladar a Bogotà per estudiar antropologia a la Pontificia Universidad Javeriana.
Els principals membres del grup van tocar junts per primera vegada durant la Setmana Santa l'any 2007, a Villa de Leyva, un petit poble prop de Bogotà. Més tard, García, Santiago Prieto, Nicolás Junca i Camilo Parra (un dels primers membres que més tard marxaria), van començar a reunir-se amb freqüència per tocar cançons de diversos gèneres llatinoamericans, així com el jazz, la qual cosa els va impulsar finalment a començar a buscar la seva pròpia veu.
Durant els anys 2009 i 2010, van començar a actuar localment a Bogotà; el 2009, van actuar en diversos festivals de música locals. A finals de 2010, el grup va començar a compondre les seves pròpies cançons originals, gravant "Ton Silence" i "Swing with Me".
L'any 2010, motivats per actuar al Festival Iberoamericà de Teatre, van començar a incloure l'obra de la dissenyadora Alejandra Rivas Ramírez. Tanmateix, no va ser fins al 2011, quan el grup va rebre un premi nacional que els va permetre actuar a l'Estéreo Picnic Festival, que van començar a desenvolupar la imatge visual de Monsieur Periné. Això va incloure l'ús de roba dissenyada per Rivas, un disseny de concepte d'imatge per ella i el treball de l'artista plàstic José Arboleda.
La banda va llançar el seu primer senzill, "La Muerte", gravat amb Felipe Álvarez, que treballa amb artistes com Shakira i Bomba Estéreo. L'emissora Radiónica va batejar la cançó "Cançó de l'any", que va ser clau en el desenvolupament de la banda.
El 2012, la banda va llançar el seu primer videoclip per a la seva cançó "Suin Romanticon".
El 2015, Camilo Parra va deixar la banda per treballar en el seu nou projecte, Astrolabio. L'any 2015 el bateria Alejandro Giuliani va deixar la banda, citant desacords. L'últim a abandonar el projecte va ser Rivas Ramírez, el dissenyador de la imatge de la banda i de tots els seus vestuaris entre el 2010 i el 2015.

### Nom i inicis

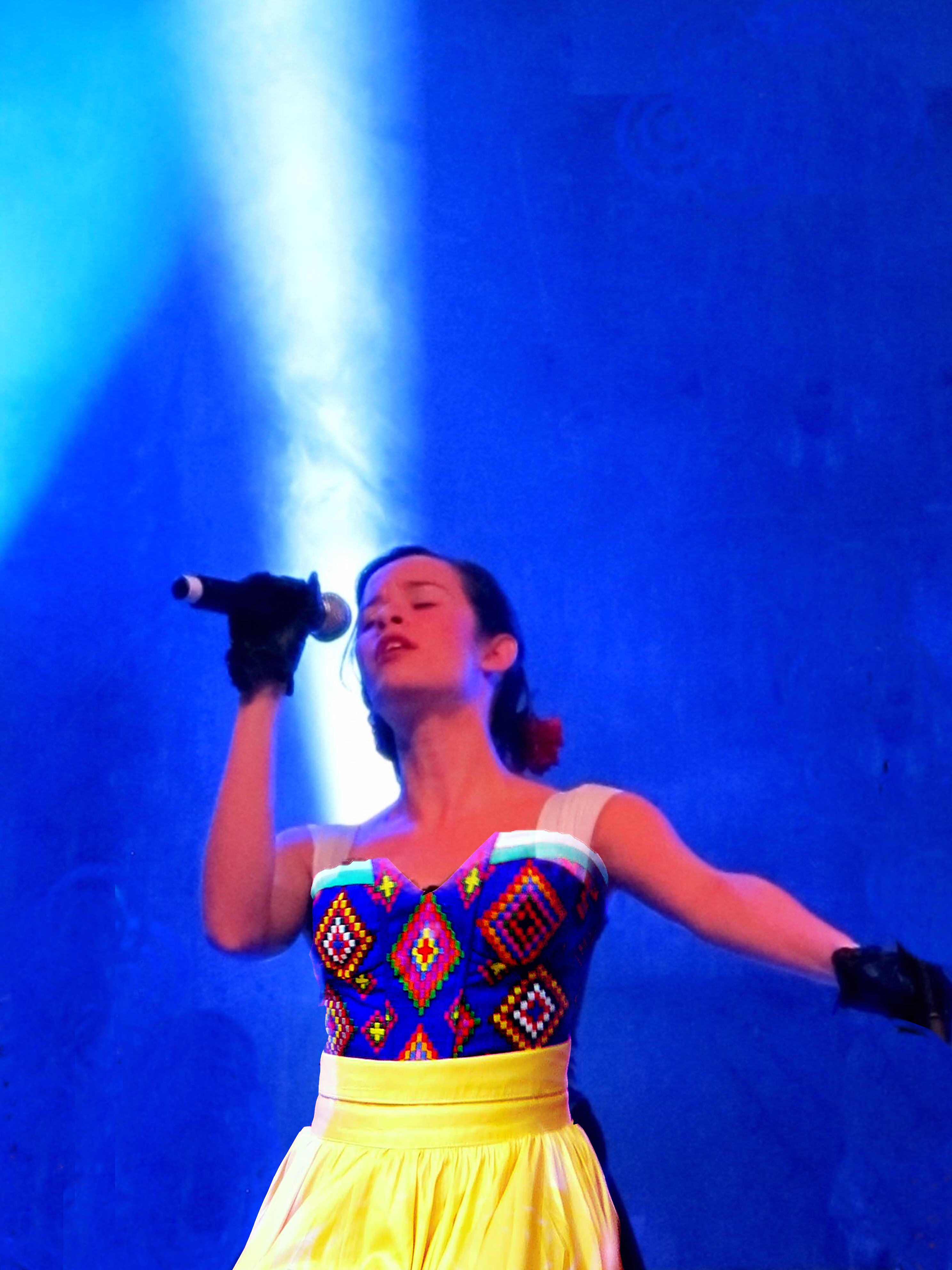
Catalina Garcia tocant al Festival Horizonte a Koblenz (2013)

El nom del grup va sorgir de la lectura de Prieto de Les partícules elementals de Michel Houellebecq, que parla del perineu. La paraula es va convertir en una broma entre el grup i, per tant, el nom original era simplement "Periné". García, que inicialment es va oposar al nom, va afegir més tard la paraula "Monsieur", fent referència a la idea que tot el que és francès és elegant i refinat.
El grup va començar amb actuacions menors a casaments, festes d'empresa i còctels. Van començar a guanyar reconeixement a l'auditori de l'Alianza Francesa, on van interpretar una portada de la pel·lícula Les Triplettes de Belleville, guanyant un concurs centrat en el talent jove. Després d'això, David González i Miguel Guerra es van incorporar al grup com a contrabaixista i percussionista, respectivament. Van començar a actuar en esdeveniments més importants en aquest moment.
Els primers anys d'existència de Monsieur Periné van servir com a període experimental, durant el qual el grup buscava trobar el seu propi estil. Es van fer més coneguts entre el públic després de les victòries en dos concursos, el de l'Urock de Universia i El Ensayadero de Red Bull, on van interpretar "Be Pop". Amb aquest triomf van rebre un lloc a l'Estéreo Picnic Festival, després del qual Daniel Chebeir es va unir a la banda; tanmateix, va marxar dos anys més tard, citant qüestions personals. Això va deixar un lloc vacant en el paper de bateria, que seria ocupat per l'argentí Alejandro Giuliani, que va acompanyar el grup en la seva gira europea.
=== Hecho a Mano ≡
L'any 2012, la banda va publicar el seu primer disc, titulat Hecho a Mano. Hecho a Mano va ser certificat or a Colòmbia i va ser nominat per a diverses categories als Premis Shock, la cerimònia de lliurament de premis musicals més gran de Colòmbia, rebent dos premis.
L'àlbum es va publicar de manera independent a Colòmbia. Posteriorment es va publicar a Mèxic, Alemanya i Japó. Va ser seguida per la primera gira europea de la banda, titulada Huracán, el 2013.

### Caja de Música
L'any 2015, la banda va publicar el seu segon disc, titulat Caja de Música. Va fer que el grup guanyés el millor artista nou als 16ns Premis Anuals Grammy Llatins, a més de ser nominat al millor àlbum. Fou llançat per Sony.

### Encanto Tropical
L'any 2018, la banda va publicar el seu tercer disc, titulat Encanto Tropical. Igual que Caja de Música, va ser editat per Sony i produït per Eduardo Cabra  del grup Calle 13.

### Bolero Apocalíptico
L'any 2023, la banda va publicar el seu quart àlbum, titulat Bolero Apocalíptico.

## Discografia
- Hecho a Mano (2012)
- Caja de Música (2015)
- Encanto Tropical (2018)
- Bolero Apocalíptico (2023)

## Premis i nominacions

### Premis Grammy
| 2016 | Caja de Música   | Millor àlbum de rock llatí, urbà o alternatiu | Nominat |
| 2019 | Encanto Tropical | Millor àlbum de rock llatí, urbà o alternatiu | Nominat |

### Premis Grammy Llatins
| 2015 | Monsieur Periné  | Millor Artista Nou | Guanyador |
| 2015 | Caja de Música   | Àlbum de l'Any     | Nominat   |
| 2018 | Encanto Tropical | Àlbum de l'Any     | Nominat   |
| 2018 | Bailar Contigo   | Disc de l'any      | Nominat   |
| 2018 | Bailar Contigo   | Cançó de l'any     | Nominat   |